# São Tomé-i rigó
A São Tomé-i rigó (Turdus olivaceofuscus) a madarak osztályának verébalakúak (Passeriformes) rendjébe és a rigófélék (Turdidae) családjába tartozó faj.

## Rendszerezése
A fajt Gustav Hartlaub német ornitológus írta le 1852-ben.

## Előfordulása
São Tomé és Príncipe területén honos. Természetes élőhelyei a szubtrópusi vagy trópusi síkvidéki és hegyi esőerdők, szavannák, valamint ültetvények.

## Megjelenése
Testhossza 24 centiméter, testtömege 77-92 gramm.

## Életmódja
Bogarakkal, hernyókkal, földigilisztákkal és csigákkal táplálkozik, de gyümölcsöket is fogyaszt.

## Szaporodása
Terjedelmes csésze alakú fészkébe két tojást rak.

## Természetvédelmi helyzete
Az elterjedési területe kicsi és a fakitermelés miatt csökken, egyedszáma is csökken, a vadászatok miatt, de még nem éri el a kritikus szintet. A Természetvédelmi Világszövetség Vörös listáján nem fenyegetett fajként szerepel.